# Paul Endacott
Paul Sidney Endacott (Lawrence, 13 luglio 1902 – Bartlesville, 8 gennaio 1997) è stato un cestista statunitense, membro del Naismith Memorial Basketball Hall of Fame dal 1972 in qualità di giocatore.

## Carriera
Frequento l'high school presso la Lawrence High School, e nel 1923 ottenne il bachelor in ingegneria civile alla Kansas State University. Lavorò poi alla Phillips Petroleum Company, società di cui fu presidente dal 1951 al 1967.
Si avvicinò alla pallacanestro alla Lawrence YMCA, dove insegnava James Naismith. Fu tra i più affermati giocatori di basket universitario nel corso degli anni venti con la squadra della Kansas State University, allenata da Phog Allen.
In seguito militò anche nell'Amateur Athletic Union con i Phillips 66ers.